# Esperstedt (bei Querfurt)
Esperstedt (bei Querfurt) este o comună din landul Saxonia-Anhalt, Germania.